# باتر
باتر هي إحدى القرى اللبنانية من قرى قضاء الشوف في محافظة جبل لبنان.
تقع باتر في محافظة جبل لبنان – قضاء الشوف وتتبع إداريًا مركز القضاء بيت الدين. تجاورها شرقًا نيحا – جباع، وغربًا مرج بسري، وشمالاً حارة جندل وعماطور، وجنوبًا جزين . وتمرّ فيها إحدى الطرق المؤدّية من الشوف إلى قضاء جزين . إنَّ بلدة باتر محاطة بالجبال، مفتوحة من ناحية الغرب على مرج بسري… باتجاه البحر. قامت في موقعها الحالي منذ أكثر من خمسمائة سنة، وكانت قائمة منذ القديم في مكان يدعى الحارة، وربما يعود سبب انتقال أهلها إلى الموقع الحالي طلبا" للماء حيث يوجد نبع. في كتابه “قلب لبنان” يصف أمين الريحاني باتر والطريق المؤدّية إليها فيقول:” المياه، الرياض، الجمال الخالد في الوادي وعلى صدور الجبال رياض الشوفين عماطور – باتر ".
تبعد باتر عن العاصمة بيروت 60 كلم وعن مدينة صيدا 40 كلم، وترتفع حوالي 750 مترًا عن سطح البحر.
التأثير الجيولوجي في موقع باتر :
إنَّ باتر الشوف تقع على خط الزلزال الممتد من بسري. أما أعنف زلزال ضربها كان يوم الجمعة ليلاً، في السادس عشر من شهر آذار لعام 1956، وكانت قوة الزلزال 7,3 درجات حسب مقياس ريختر. فمادت الأرض بما عليها يمينًا ويسارًا، وهوَت المنازل وتهدّمت، وسقط ما بين 9 و 11 قتيلاً. كما تضرّرت مثلها بعض القرى الشوفية، وقرى جزين وسواها، وشعر بها كلّ اللبنانيين.
وكان أول الواصلين إليها المعلّم كمال جنبلاط، يرافقه بعض الشباب للإغاثة. سقطت سقوف المنازل الترابية المحمولة على جسور خشبية، وعاش أهالي باتر في الخيم ردحًا من الزمن يفترشون الأرض، لا كهرباء، ولم يكن من وسيلة للإنارة سوى القناديل، التي تعمل على احتراق الزيت بالفتيل. وكان أبناء القرية في ذلك الوقت يعملون على الإنقاذ كخليّة نحلٍ، يُسعفون الجرحى، ويسحبون القتلى من تحت الركام.
وبقي الناس واقفين، إلى أن تمّ تأمين المأوى والمواد الغذائية، والطبّية، من قِبل أصحاب النخوة من القرى المجاورة، التي لم تتضرّر.
أنشأت الدولة بعد هذه الكارثة “مصلحة التعمير” وبدأت النهضة العمرانية، والبناء بالأحجار والإسمنت، فرُمِّمَت بعض المنازل، وأكثر البيوت تمّ بناؤها من جديد، وهو ما سمّي بحيّ “التعمير”.